# Neocercopis kenokokana
Neocercopis kenokokana är en insektsart som beskrevs av Victor Lallemand 1932. Neocercopis kenokokana ingår i släktet Neocercopis och familjen spottstritar. Inga underarter finns listade i Catalogue of Life.